# St. Sebastian (Endorf)

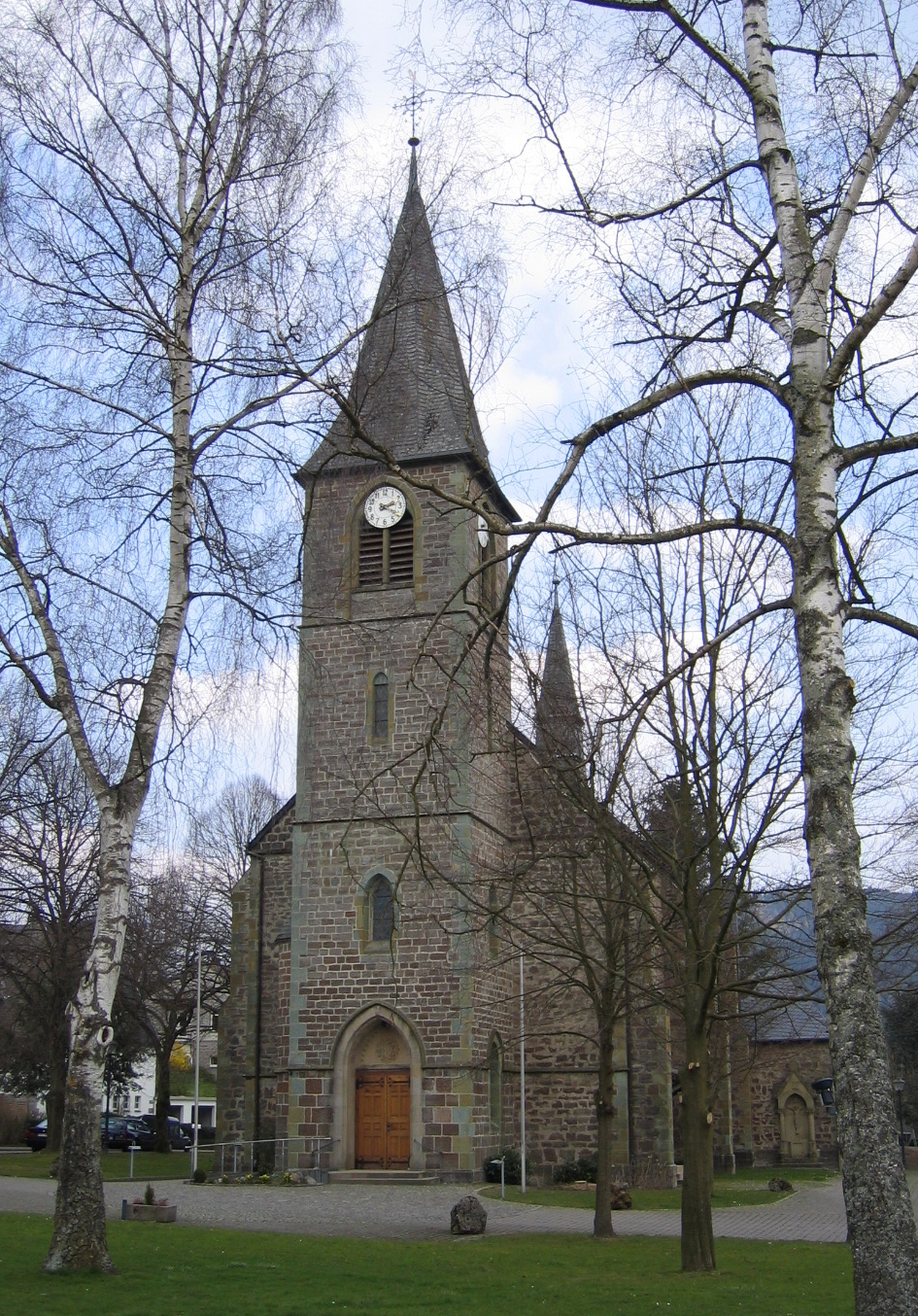
Pfarrkirche St. Sebastian

Die katholische Pfarrkirche St. Sebastian ist ein denkmalgeschütztes Kirchengebäude in Endorf, einem Ortsteil von Sundern, im Hochsauerlandkreis, Nordrhein-Westfalen.

## Geschichte und Architektur
Der neugotische Saal aus Bruchstein mit einer gelängten 5/8 Apsis wurde von 1897 bis 1898 von H. Tegethoff errichtet. Der Turm steht im Westen. Im Innenraum ruht ein Rippengewölbe auf Konsolen mit Runddiensten. Die von Hermann Bergenthal geschaffene Raumfassung stammt ebenso wie die Ausstattung aus der Bauzeit der Kirche. Bemerkenswert sind die Apsisfenster mit figürlichen Darstellungen sowie die Wandmalerei über dem Apsisbogen mit der Darstellung des Sanctus. Die drei Glocken im Turm erklingen in a', c" und d". Die mittlere Glocke wurde 1434 von Claes Haller gegossen. Die große und die kleine Glocke wurden 1948 von Albert Junker in Brilon gegossen.

## Innenausstattung

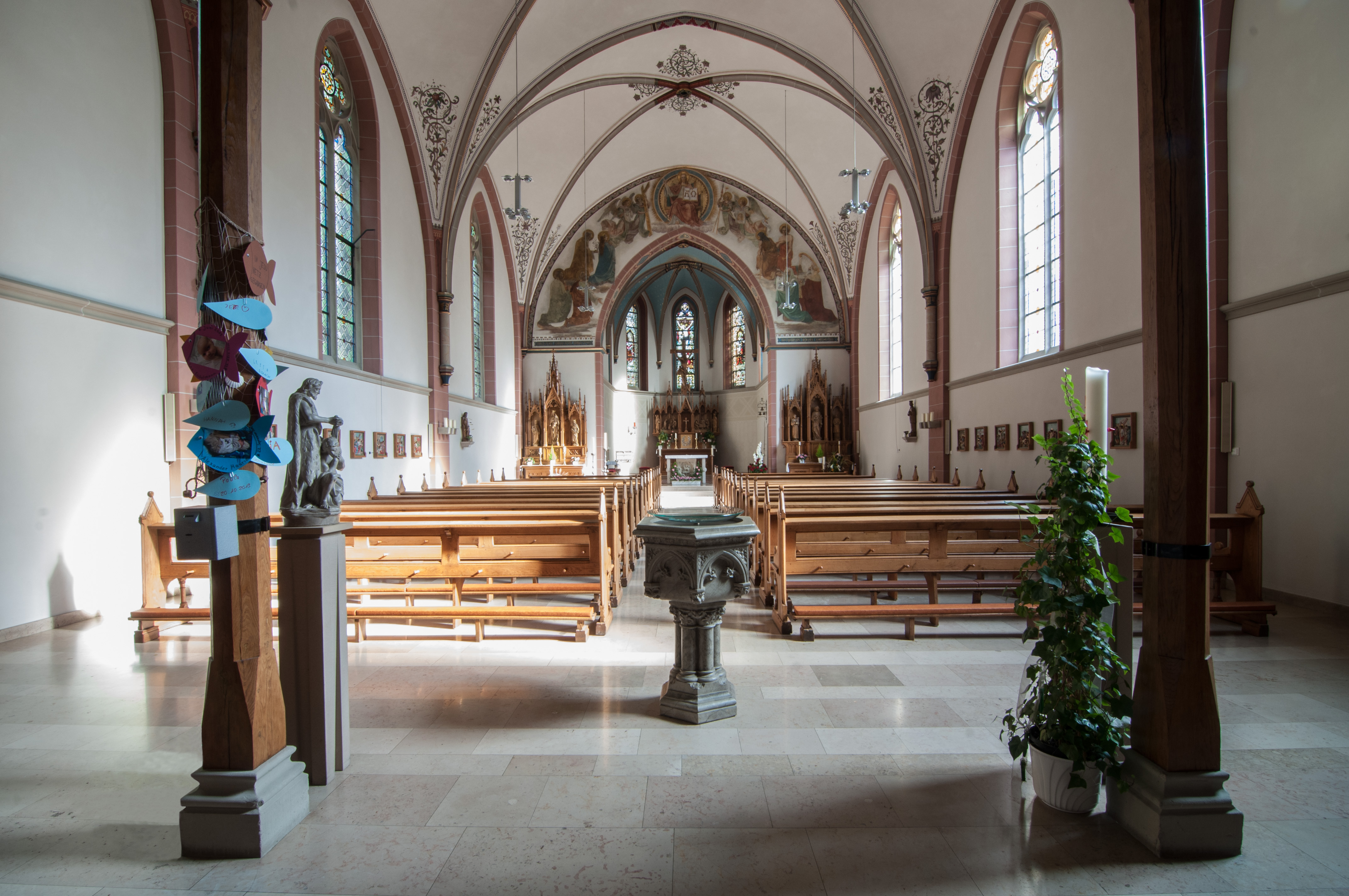
St. Sebastian, Innenraum Totalansicht
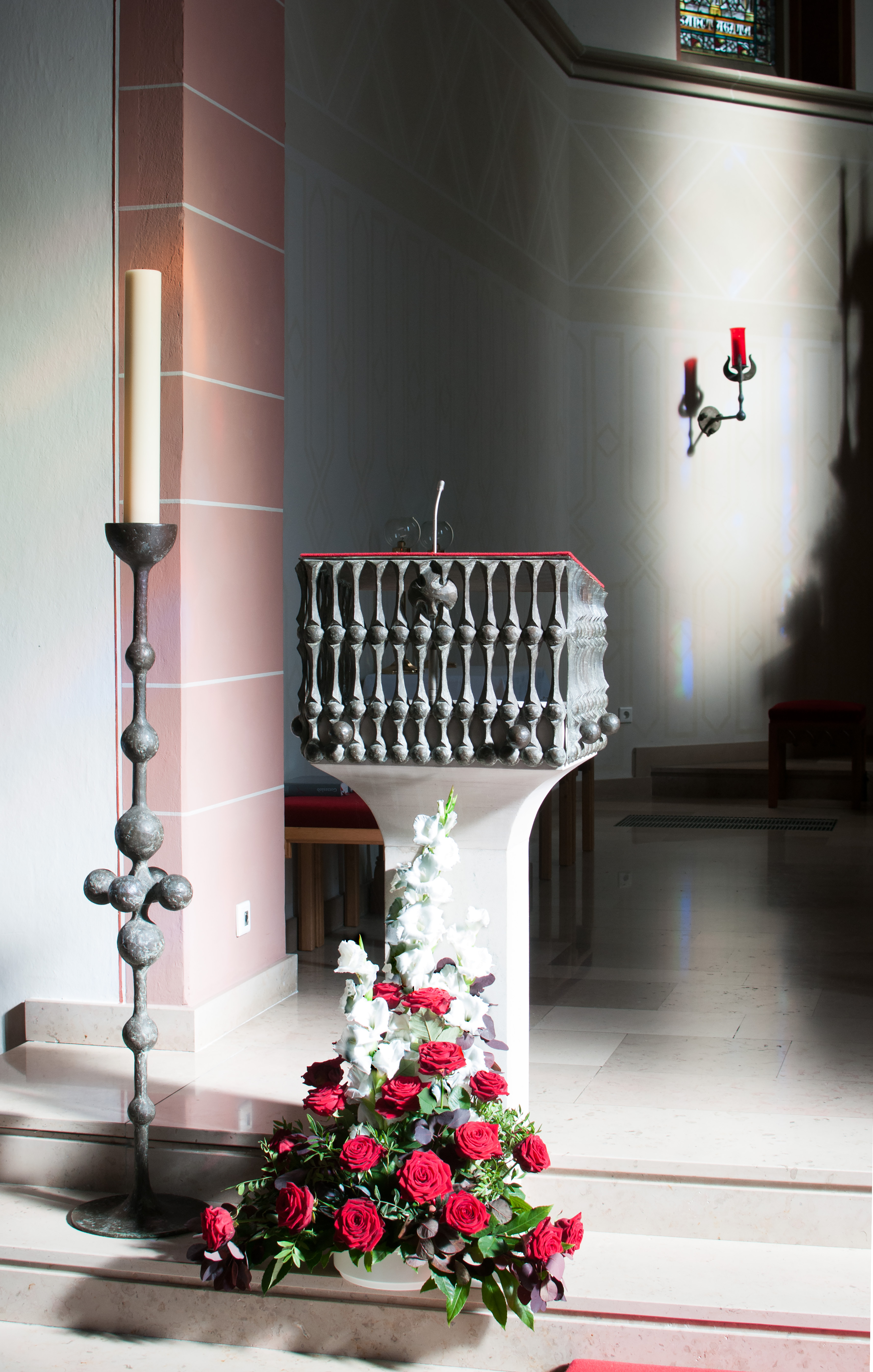
St. Sebastian, Ambo
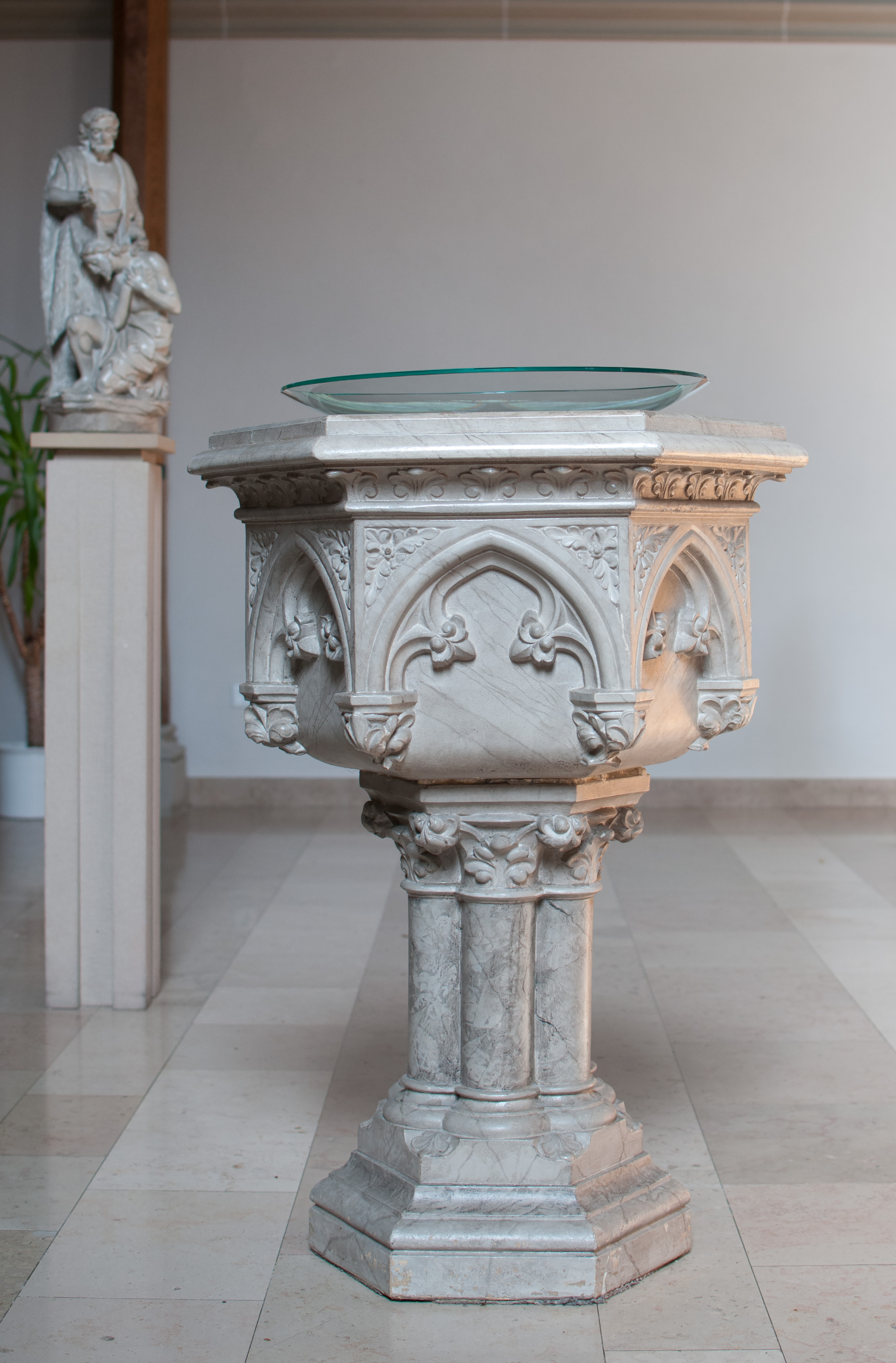
St. Sebastian, Taufbecken
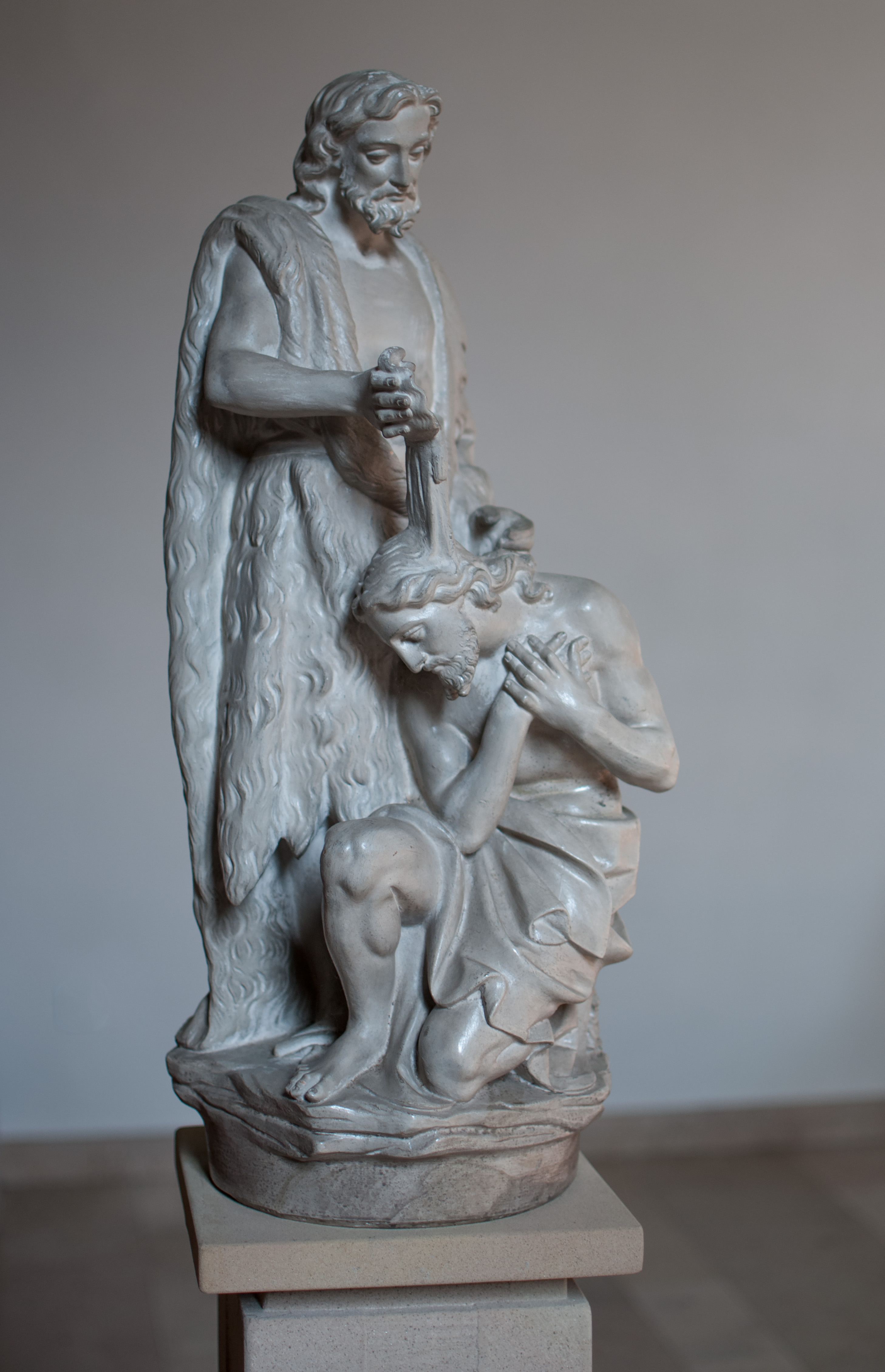
St. Sebastian, Skulptur der Taufe Jesu
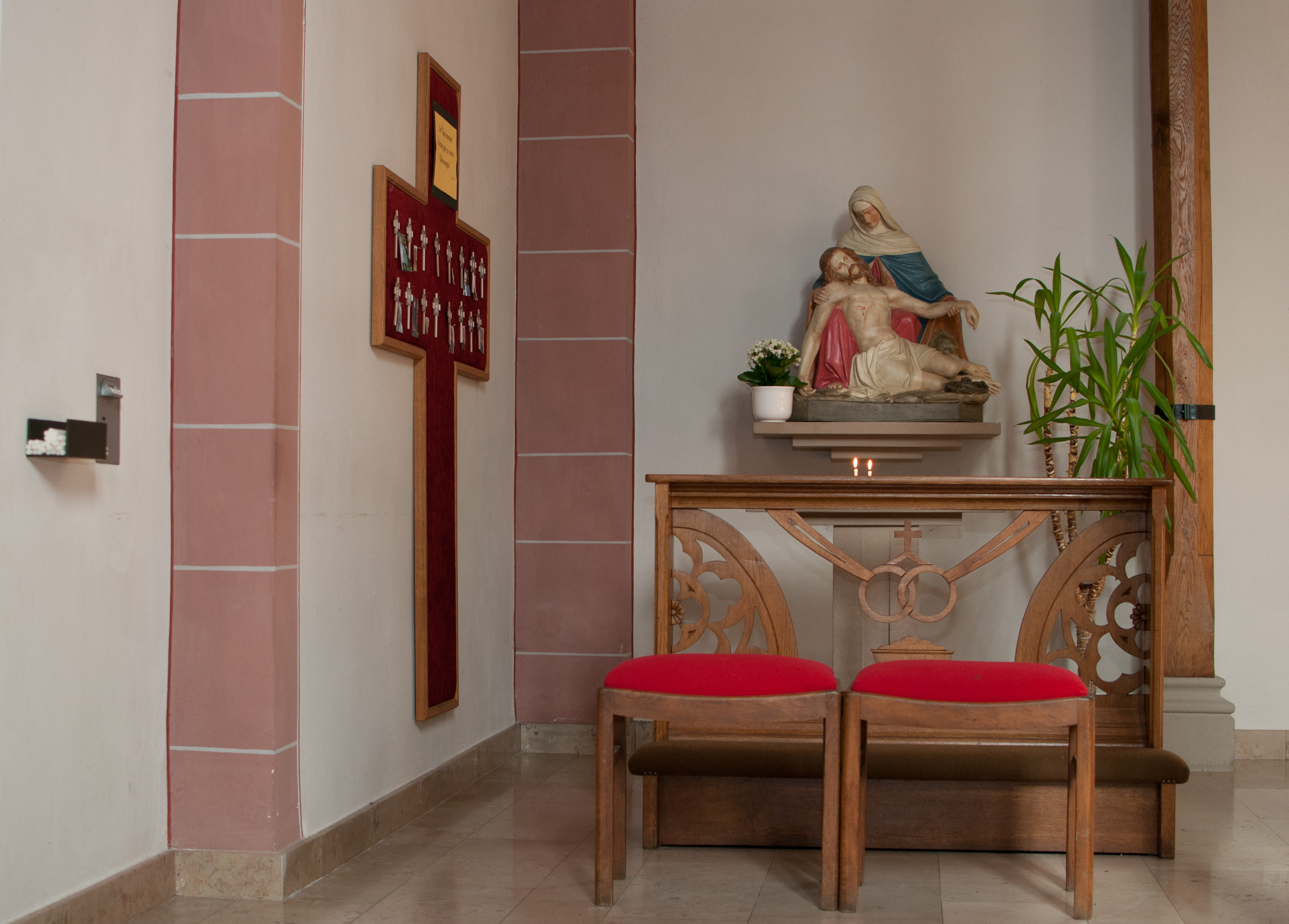
St. Sebastian, Pieta
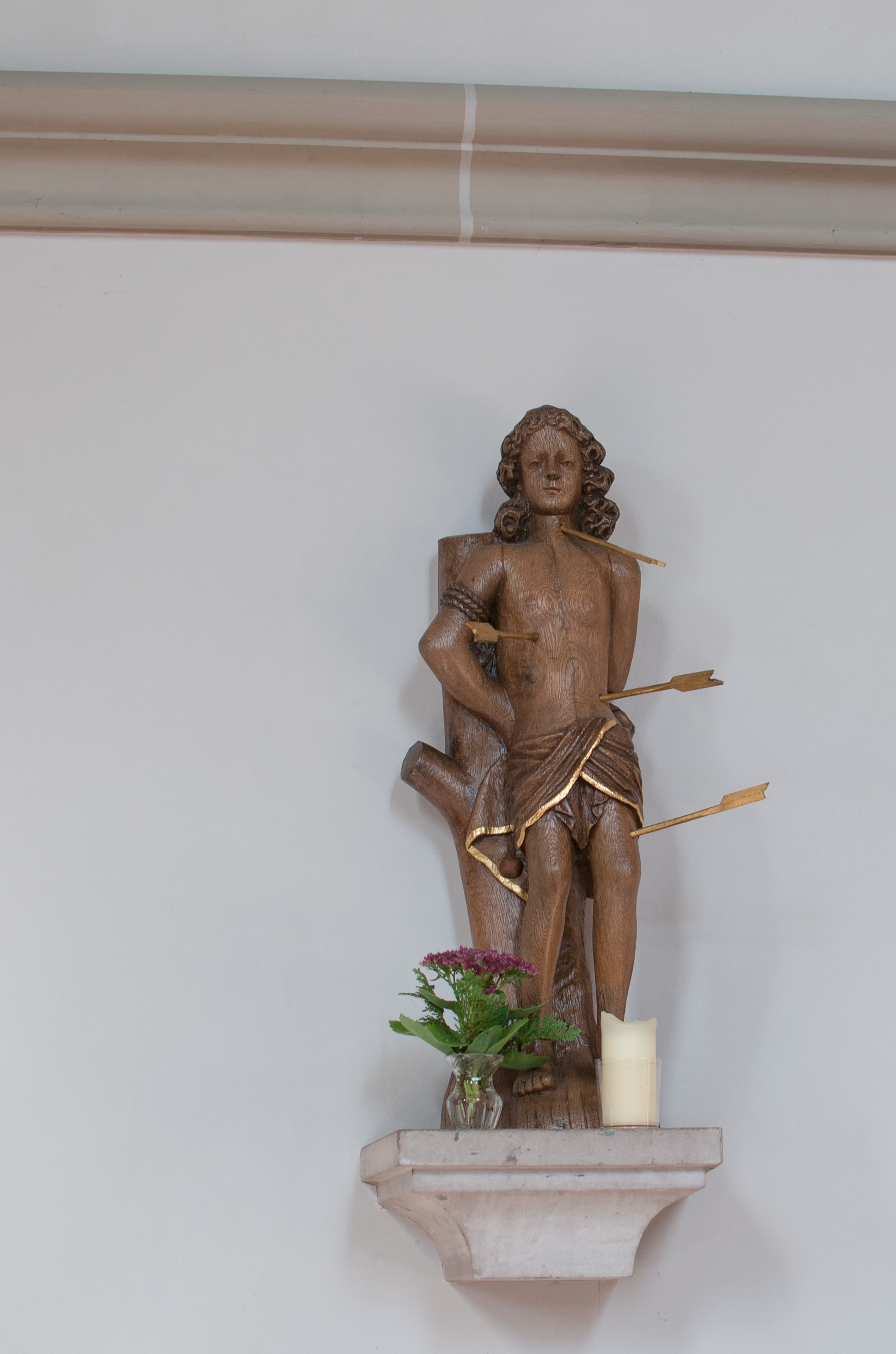
St. Sebastian, Wandskulptur, linke Saalseite
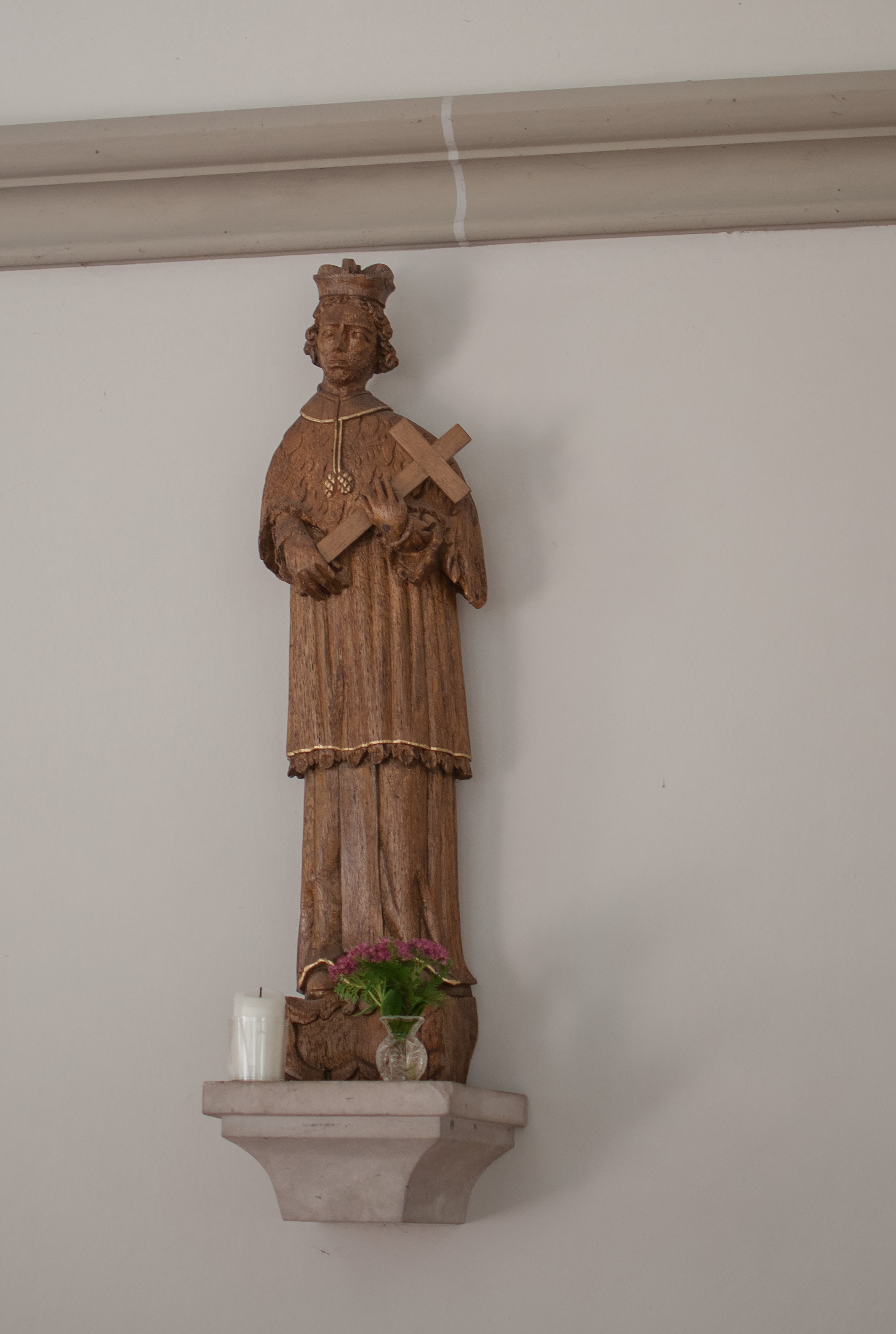
St. Sebastian, Wandskulptur, rechte Saalseite
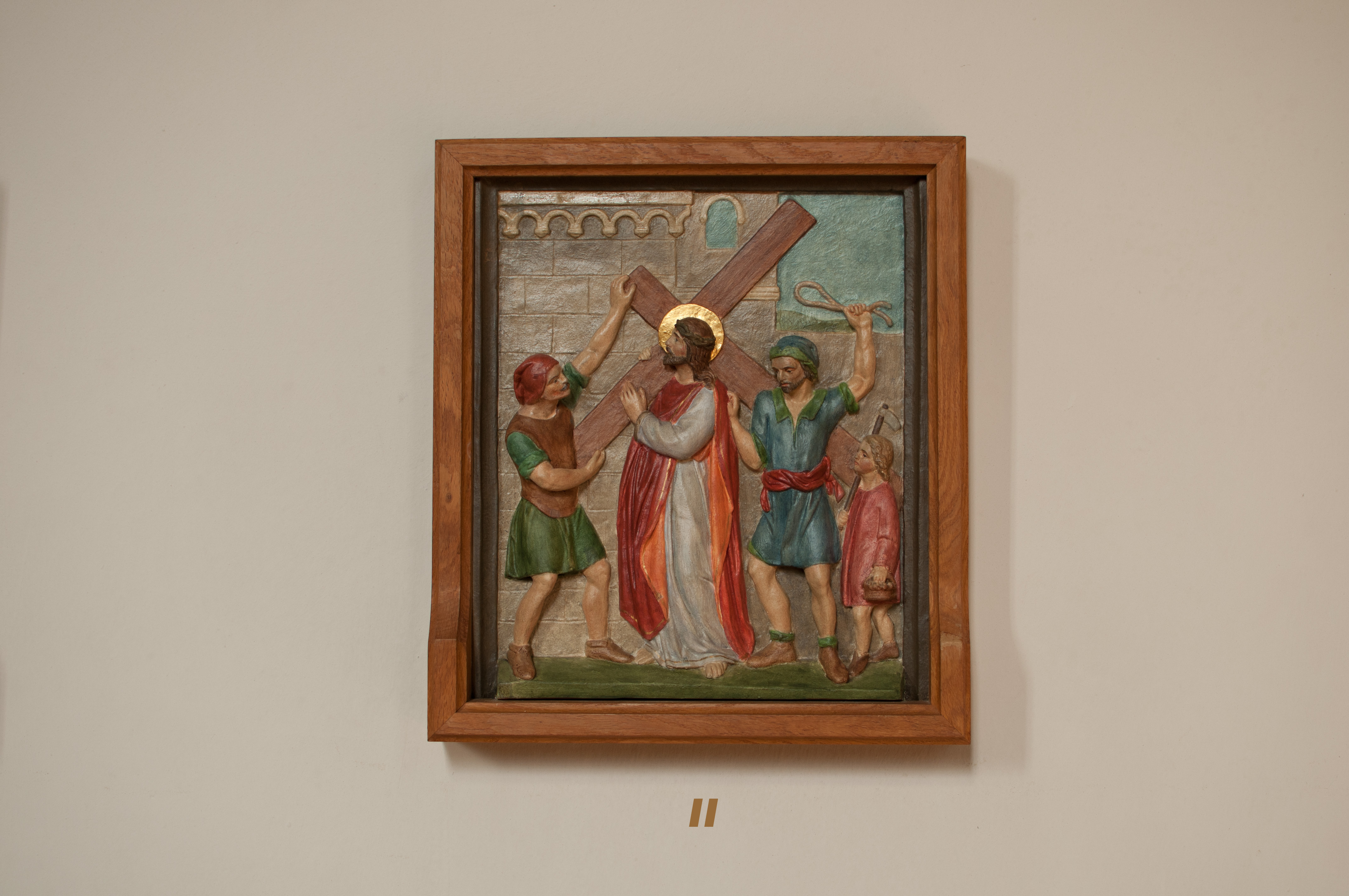
St. Sebastian, Kreuzwegstation, rechte Saalseite